# Maha Shivaratri

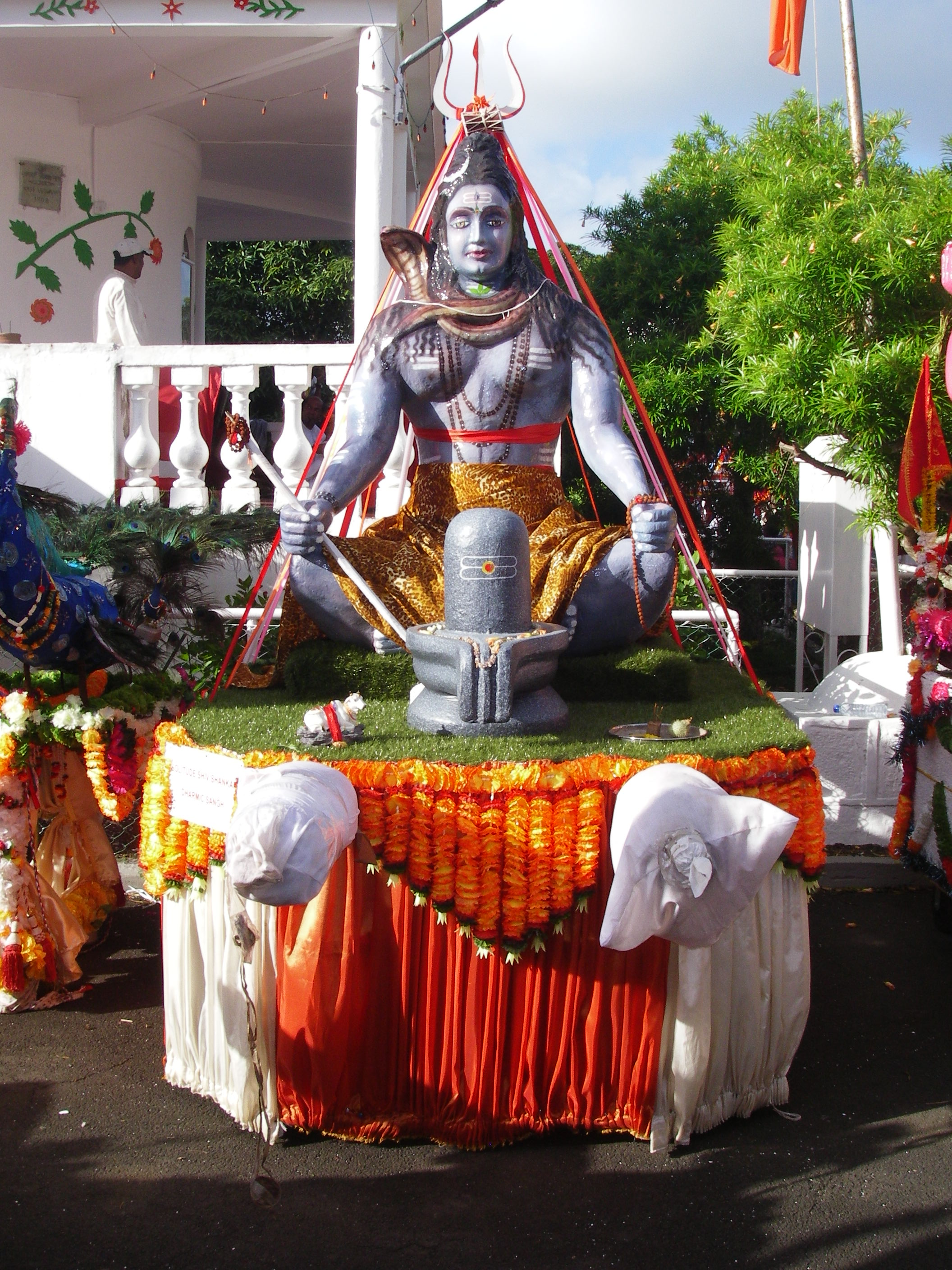
Um 'kanwar' no espaço exterior do templo.

Maha Shivratri ou Maha Sivaratri ou Shivaratri ou Sivarathri (Grande Noite de Shiva ou Noite de Shiva) é um feriado festivo indiano e nepalês, celebrado todos os anos na 13ª noite e 14º dia no Krishna Paksha do mês de Maagha, em homenagem ao deus Shiva. O festival é celebrado principalmente através da oferta de bael (Marmeleiro-da-índia) a Shiva.